# ایل قراگوزلو
ایل قراگوزلو یکی از  ایل‌های ایران است.این طایفه یکی از طوایف مهم قزلباش بودند و در قرن هشتم در اراضی شام و سوریه ساکن بودند.
ایل قراگوزلو از  ایل افشار(ایل نادر شاه افشار)بوده و با ایلات 
شاهسون،ایل شاملو و بیگدلی خویشاوند هستند.